# Делансон (Нью-Йорк)
Делансон (англ. Delanson) — селище (англ. village) в США, в окрузі Скенектеді штату Нью-Йорк. Населення — 335 осіб (2020).

## Географія
Делансон розташований за координатами 42°44′53″ пн. ш. 74°10′57″ зх. д. / 42.74806° пн. ш. 74.18250° зх. д. (42.748142, -74.182375).  За даними Бюро перепису населення США в 2010 році селище мало площу 1,67 км², з яких 1,67 км² — суходіл та 0,01 км² — водойми.

## Демографія
Згідно з переписом 2010 року, у селищі мешкало 377 осіб у 135 домогосподарствах у складі 100 родин. Густота населення становила 225 осіб/км².  Було 149 помешкань (89/км²).
Расовий склад населення:
| - 97,3 % — білих - 0,3 % — чорних або афроамериканців - 0,3 % — азіатів |

До двох чи більше рас належало 2,1 %. Частка іспаномовних становила 1,3 % від усіх жителів.
За віковим діапазоном населення розподілялося таким чином: 28,1 % — особи молодші 18 років, 63,9 % — особи у віці 18—64 років, 8,0 % — особи у віці 65 років та старші. Медіана віку мешканця становила 36,3 року. На 100 осіб жіночої статі у селищі припадало 96,4 чоловіків;  на 100 жінок у віці від 18 років та старших — 96,4 чоловіків також старших 18 років.
Середній дохід на одне домашнє господарство  становив 78 027 доларів США (медіана — 70 417), а середній дохід на одну сім'ю — 83 579 доларів (медіана — 78 750). Медіана доходів становила 54 063 долари для чоловіків та 31 563 долари для жінок. За межею бідності перебувало 3,8 % осіб, у тому числі 2,6 % дітей у віці до 18 років та 24,0 % осіб у віці 65 років та старших.
Цивільне працевлаштоване населення становило 190 осіб. Основні галузі зайнятості: освіта, охорона здоров'я та соціальна допомога — 33,7 %, науковці, спеціалісти, менеджери — 11,6 %, роздрібна торгівля — 10,0 %, публічна адміністрація — 10,0 %.